# Vizcondado de Baiguer
El Vizcondado de Baiguer, o también Vizcondado de Baigorri, es un título nobiliario español creado en 1033 por el rey de Navarra Sancho el Mayor a favor de García Lupo, Señor de los Valles de Baigorri (Baiguer, en castellano), Osés, Ciza y territorios de Mija y Ostabares en Navarra.
Su denominación hace referencia a los Valles de Baigorri (Baiguer en castellano), localidad de la antigua Baja Navarra, actualmente perteneciente al departamento francés de Pirineos Atlánticos en la región de Aquitania

## Nota
Este Título ha sido llevado sucesivamente por titulares de apellido Lupo, Ïñiguez, Echauz, Velaz de Medrano, Elío, Carrillo de Albornoz, Aragón y actualmente por Mora.

## Vizcondes de Baiguer
|                                    | Titular                                   | Periodo                            |
| Creación por Sancho III de Navarra | Creación por Sancho III de Navarra        | Creación por Sancho III de Navarra |
| ---------------------------------- | ----------------------------------------- | ---------------------------------- |
| I                                  | García Lupo                               | 1033-                              |
| II                                 | Lope García y Sánchez                     |                                    |
| III                                | Iñigo García y Sánchez                    | -1105                              |
| IV                                 | Lope Iñiguez                              |                                    |
| V                                  | García López                              | -1120                              |
| VI                                 | Jimeno García                             |                                    |
| VII                                | Lope Jiménez                              |                                    |
| VIII                               | García López                              |                                    |
| IX                                 | Jimeno Garces                             |                                    |
| X                                  | García Jiménez y Sault                    |                                    |
| XI                                 | Jimeno García Echauz                      |                                    |
| XII                                | Raimundo Guillermo Echauz                 |                                    |
| XIII                               | Jimeno García Echauz y Jiménez            |                                    |
| XIV                                | Juan Echauz y Agramont                    |                                    |
| XV                                 | Carlos de Echauz y Diez de Villegas       |                                    |
| XVI                                | Felipe Echauz y Beaumont                  |                                    |
| Rehabilitación por Alfonso XIII    |                                           |                                    |
| XVII                               | Blanca Carrillo de Albornoz y Elío        | 1918-1935                          |
| XVIII                              | Fernando de Aragón y Carrillo de Albornoz | 1941-1984                          |
| XIX                                | Luis de Mora y Narváez                    | 1998-actual titular                |

## Historia de los Vizcondes de Baiguer
- García Lupo, I vizconde de Baiguer.

Rehabilitado en 1918 por:
- Blanca Carrillo de Albornoz y Elío (1869-1935), XVII vizcondesa de Baiguer, VI marquesa de Casa Torres.

1. Casó con Cesáreo de Aragón y Barroeta-Aldamar. Le sucedió, en 1945, su hijo:

- Fernando de Aragón y Carrillo de Albornoz (.-1984), XVIII vizconde de Baiguer. Le sucedió, de su hermana Blanca de Aragón y Carrillo de Albornoz que casó con Gonzalo de Mora y Fernández del Olmo, IV marqués de Casa Riera, III conde de Mora (pontificio) que tuvieron por hijo a Gonzalo de Mora y Aragón, V marqués de Casa Riera, III conde de Mora (pontificio), casado con Mercedes Narváez y Coello de Portugal, el hijo de estos últimos, por tanto su sobrino nieto:

- Luis de Mora y Narváez, XIX vizconde de Baiguer.

1. Casó con Cristina Fernández de Córdoba y Ruiz de Ocejo.